# Duero
A Duero (spanyolul, kiejtése [ˈdwɛro], portugálul Douro, kiejtése [ˈdoɾu]) Spanyolország és Portugália egyik nagy folyója.

## Neve
Nevének eredete a latin Durius [flumen]. Ez valószínűleg egy latinizált kelta kifejezés — a mai walesi nyelven a dŵr és írül a dobhar egyaránt vizet jelent. Eredeti portugál és spanyol történetek, legendák sokasága szól a folyó nevének eredetéről. Mondják, hogy a spanyol hegyekben valamikor aranyat mostak (ouro), ezért eredhet ebből a szóból a neve: D'ouro. A másik verzió az víz csillogása: „...mikor a nap rásüt úgy csillog mint az arany...” – mondták.

## Folyása, vízjárása

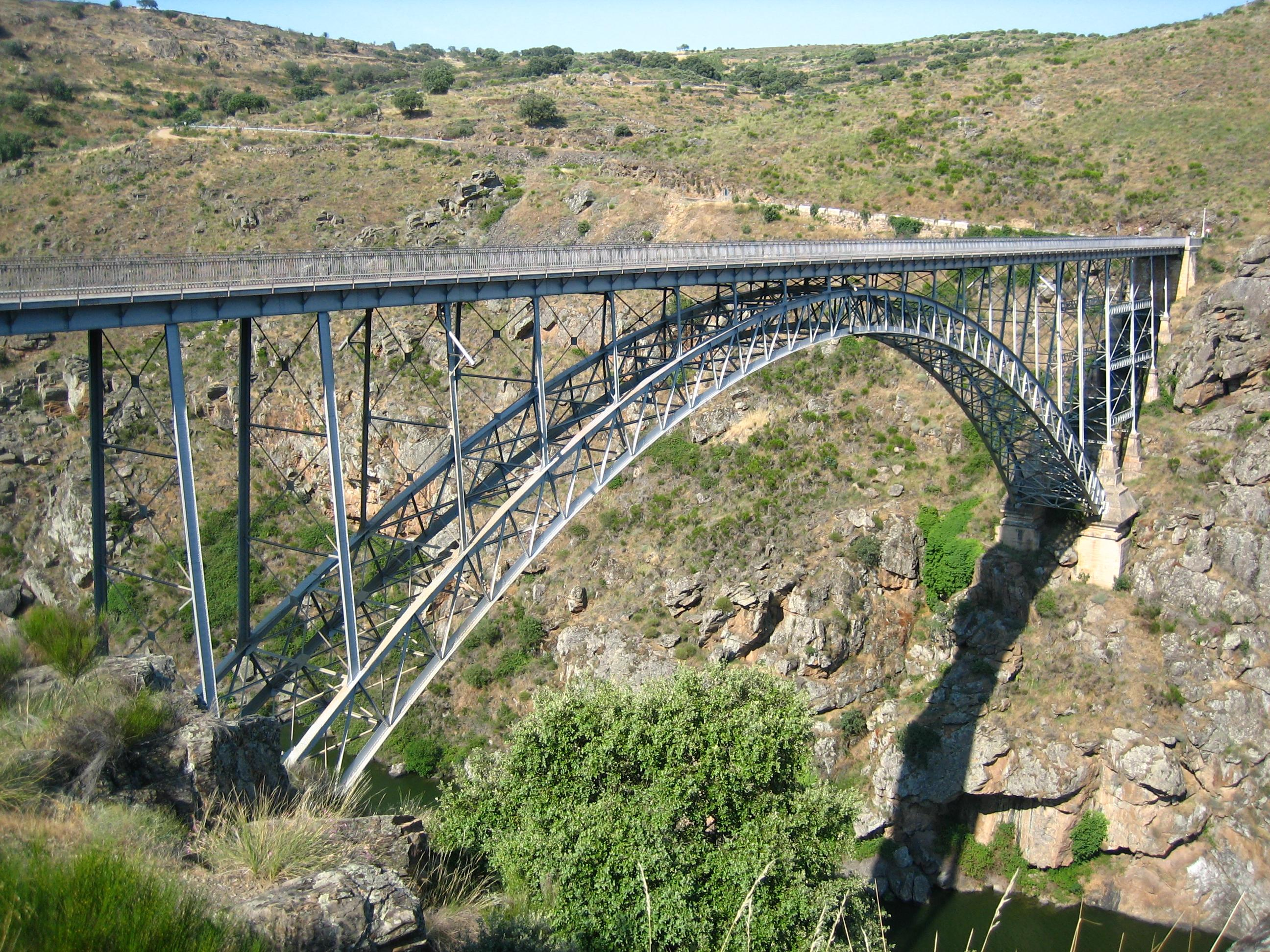
A Duero hídja Pino mellett Kasztília és León Zamora tartományában

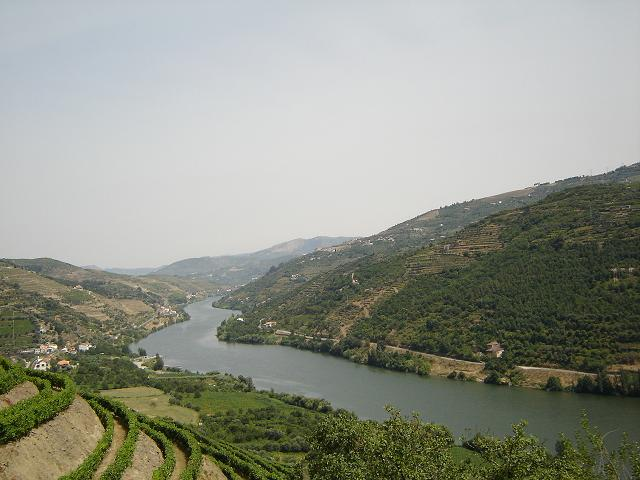
Teraszos földművelés a Douro völgyében

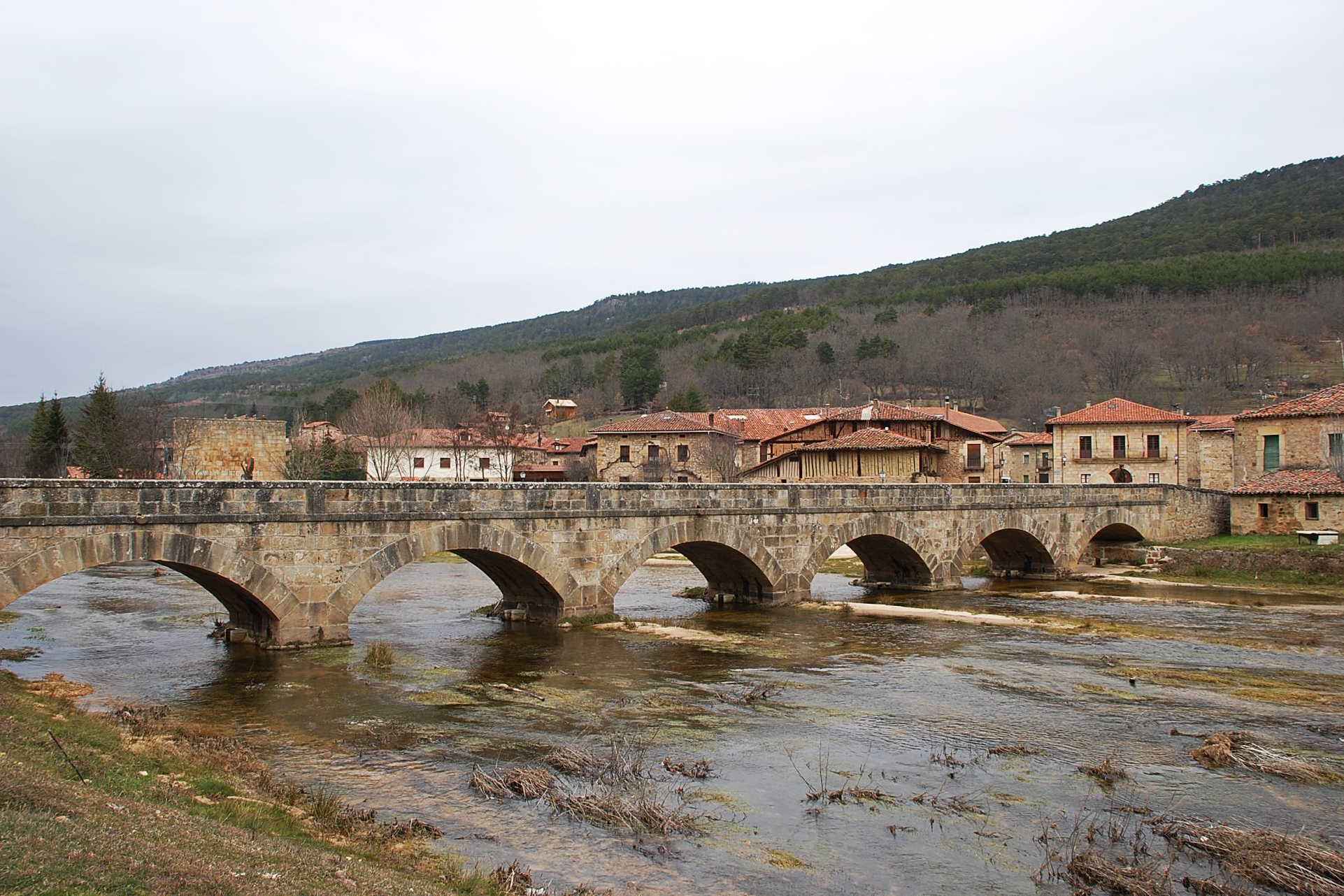
Híd Saldueróban

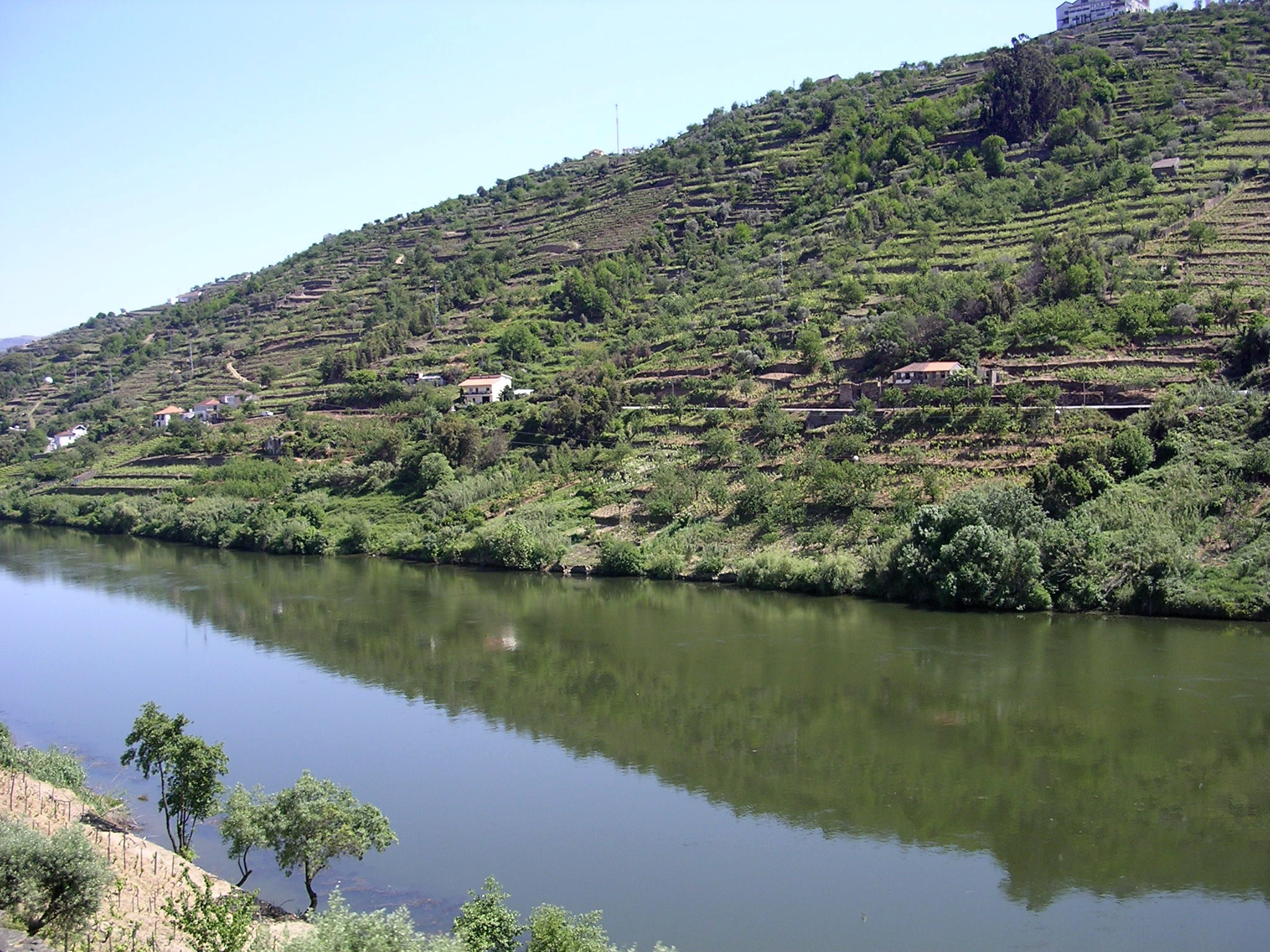
A Douro alsó szakasza

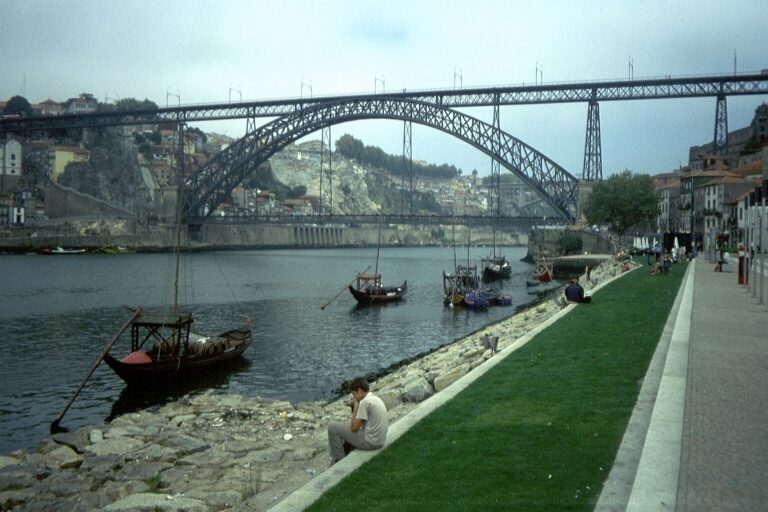
Lajos király hídja Portóban

Az Ibériai-félsziget (a Tajo és az Ebro után) harmadik leghosszabb folyója Duruelo de la Sierra környékén ered Spanyolország Soria tartományában, az Ibériai-hegységrendszer nyugati oldalán, és Portugáliában Portónál ömlik az Atlanti-óceánba. Völgye a miocén korban kezdett bevágódni a Mezeta fennsíkjába. Soria az első jelentősebb városa. Lejjebb következik Almazán, Aranda de Duero, a szerződésről ismert Tordesillas és Zamora Spanyolországban, majd Miranda do Douro, Foz Côa, Peso da Régua, Lamego, Vila Nova de Gaia és Porto Portugáliában (utóbbi kettő a folyó tölcsértorkolatában).
Teljes hossza a különböző források szerint 920, 897, illetve 1092 km. Középső szakaszán, a különböző források szerint 106, illetve 112 km hosszan Portugália és Spanyolország határfolyója. 
Az Ibériai-félsziget legnagyobb vízgyűjtőjű folyója: teljes vízgyűjtő területe 97 000 km² (ebből 79 000 km² spanyol területen). Vízjárása a mediterrán éghajlatra jellemző szélsőséges csapadékeloszlás (száraz nyár, esős ősz–tél) miatt igen egyenlőtlen: tavaszi (március–április) árvízzel és nyár végi (augusztus–szeptember) kisvízzel. 
Forrása közelében az Északi-Mezeta hullámos tönkfelszínének kopár mészkőtáblái közt lapos völgyben folyik, a fennsík nyugati peremén, az Észak-Portugál-fennsíkon azonban hirtelen fölső szakasz jellegűvé válik, és az agyagpalába mélyen bevágódó, meredek falú, zuhatagos völgyben küzdi le a nagy szintkülönbséget. A parti síksághoz közelítve a völgy teraszossá válik, majd szétterül, és a folyó Portónál, tölcsértorkolattal ömlik az Atlanti-óceánba. A zuhatagok miatt a portugál részen sokáig csak az alsó, mintegy száz kilométeres szakasza volt hajózható. Észak-Portugália „ütőerének” is nevezik – egyrészt a völgy gazdasági jelentősége, másrészt közlekedési útvonal jellege okán.
A közös szakasz portugál oldalán jelölték ki a Nemzetközi Duero Nemzeti Parkot, a spanyol oldalon, Zamorától nem messze az Arribes del Duero Nemzeti Park van.

## Mellékvizei
Legfontosabb mellékfolyói:
- Pisurga a spanyol szakaszon, jobb oldali, Valladolid felől
- Esla a spanyol szakaszon, jobb oldali, 250 km hosszú, Zamora felől
- Tormes a közös szakaszon, bal oldali, Salamanca felől
- Águeda a portugál szakaszon

A portugál részen számos kis folyócska, illetve nagyobb patak ömlik bele. A fontosabbak:
- Côa,
- Tua,
- Sabor,
- Corgo,
- Tavora,
- Paiva,
- Tâmega,
- Sousa — ezek egyike sem hajózható.

A Dourótól északra az Észak-Portugál-fennsík Tras-on-Montesnek nevezett, magasabb részét (legmagasabb pontja, a Marão 1415 m magas) találjuk, délre pedig a Kasztíliai-választóhegység keleti nyúlványait a Serra da Estrela (Sierra da Estrela) 2000 m-t is elérő csúcsaival.

## Történelmi szerepe
A 12. században egy ideig a folyó egy jelentős szakaszán húzódott az arabok által meghódított terület északi határa. Déli partvidékét I. Alfonz portugál király hódította meg.

## Gazdasági jelentősége
A 16/17. század fordulója óta a Douro völgyében termő szőlőből készítik a híres portói bort. Alsó folyásán jelölték ki a Vinho Verde borvidéket. Az Alto Douro borvidék Portótól mintegy 70 km-re kezdődik, és a spanyol határig tart. A határ spanyol oldalán a bortermő terület Ribeira del Duero borrégióban folytatódik. A közös szakasz spanyol oldalán az Arribes borvidék terül el; ezt fölfelé haladva a Tierra del Vino de Zamora borvidék, a Toro borvidék, végül a Rueda borvidék követi.
A folyó zuhatagos szakaszán (a spanyolországi Zamora városa alatt a folyó spanyol, illetve közös szakaszán) több víztározót (a legnagyobb, az Esla-víztározó 1200 millió m³ víz befogadására alkalmas), illetve vízierőművet is kialakítottak. Itt van Portugália két legnagyobb teljesítményű vízierőműve:
- Miranba – 177 MW,
- Picote – 180 MW.

A portugál szakaszon öt víztárolót építettek; ezek egyszerre szolgálják az energiatermelést, a vízkormányzást és a hajózást. A tározóknak köszönhetően az egykor zuhatagos szakaszokon ma már a legfeljebb 83 méter hosszú és legfeljebb 11,4 m széles hajók is végighaladhatnak. Közülük a legnagyobb a Carrapatela a maga 35 m-es koronamagasságával.
A portugál szakaszon a 20. század közepéig hagyományosan lapos fenekű hajókon (rabelos) utaztatták le a portói bort Portóba. Az 1950-es, illetve 1960-as évektől a tározók ezt ellehetetlenítették; azóta az erőművek fölött termelt bor javát közúton, tartálykocsikban szállítják.